# UNIVAC I

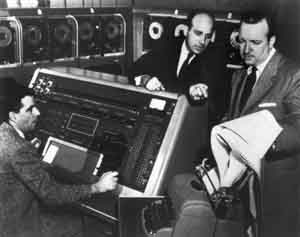
UNIVAC 1

UNIVAC I (акронім від англ. UNIVersal Automatic Computer I) — перший комерційний комп'ютер, створений в Сполучених Штатах, і третій комерційний комп'ютер у світі (після німецького Z4 і британського Ferranti Mark 1).
Переважно спроектований Джоном Екертом та Джоном Моклі, розробниками комп'ютера ENIAC. Проектні роботи почала їхня компанія Eckert-Mauchly Computer Corporation і завершила після того, як 1950 її купила Remington Rand, де Eckert-Mauchly Computer Corporation стала підрозділом UNIVAC, який виготовляв компʼютер UNIVAC I.
До початку випуску наступних моделей комп'ютер називався просто UNIVAC.
Перший екземпляр UNIVAC було встановлено в Бюро перепису населення США 31 березня 1951 року і запущено в дію 14 червня того ж року. П'ятий екземпляр (зібраний для Комісії з атомної енергії США) компанія CBS використала для прогнозування результатів виборів президента США 1952 року. За опитуванням 1 % населення, що мало право голосу, була коректно спрогнозована перемога Дуайта Ейзенхауера.
У 1950-і роки урядовим організаціям і фірмам було продано 46 машин UNIVAC І.

## Загальний опис
UNIVAC I використовував 5200 електровакуумних ламп, мав масу близько 13 тонн, споживав 125 кВт електричної енергії і міг виконувати близько 1905 операцій в секунду, працюючи на тактовій частоті 2,25 МГц. Центральний комплекс (тобто процесор і оперативна пам'ять) мав розміри 4,3 × 2,4 × 2,6 метрів. Вся система займала площу в 35,5 м².
Основна пам'ять складалася з 1000 12-бітових слів.
Комп'ютер комплектувався оригінальними накопичувачем на магнітній стрічці та барабанним принтером.

### Оригінальні пристрої вводу-виводу
Накопичувач на магнітній стрічці UNISERVO використовував металеву стрічку шириною в 1,2 см, довжиною 400 м на відміну від недостатньо міцної полімерної стрічки, що застосовувалася в комп'ютері BINAC, На кожному сантиметрі стрічки зберігалося більше 40 десяткових розрядів інформації (близько 100 на дюйм). Таким чином, на одній бобіні стрічки вдавалося записати понад мільйон символів. Пристрій міг зчитувати 12,5 тис. символів за секунду. Згодом металеву стрічку, яка швидко руйнувала магнітні головки UNISERVO, замінили доволі міцною полімерною.
Швидкодійний барабанний принтер UNIPRINT друкував рядок зі 120 символів за один оберт барабану. Барабан складався зі 120 сталевих дисків, на кожному з яких був рельєфно нанесений весь набір символів. Друк символу виконувався ударом одного зі 120 молоточків, які розташовувались навпроти дисків барабану, в момент коли під молоточком проходив необхідний символ. В результаті зображення переносилось на папір з просякнутої фарбою стрічки, розташованої між молоточком і барабаном. Швидкість друку сягала 600 рядків на хвилину, що вчетверо перевищувало швидкість табулятора фірми IBM.